# Diwa Mbemba
Diwa Mervedie Mbemba (ur. 28 stycznia 2001) – kongijska zapaśniczka walcząca w stylu wolnym.
Zajęła siódme miejsce na igrzyskach afrykańskich w 2019. Srebrna medalistka igrzysk frankofońskich w 2023 roku. 